# Tanoh Abu
Tanoh Abu is een bestuurslaag in het regentschap Aceh Tengah van de provincie Atjeh, Indonesië. Tanoh Abu telt 380 inwoners (volkstelling 2010).